# Bengt Pohjanen
Bengt Pohjanen (ur. 26 czerwca 1944 w wiosce Kassa w gminie Pajala, Szwecja) jest pisarzem regionu Dolina Torne. Pisze powieści, wiersze, sztuki teatralne i książki młodzieżowe w językach: szwedzkim, meänkieli i fińskim. Poza tym zdobył sobie uznanie jako tłumacz. Dla przykładu przełożył opowieści z Nowego Testamentu na język meänkieli. Tłumaczy także na szwedzki. Ponadto publikuje artykuły popularyzujące problematykę tornedalczyków i języka meänkieli. Jest współautorem pierwszej gramatyki języka meänkieli. Obecnie jest także duchownym prawosławnym.

## Życiorys
Pohjanen studiował filologię fińską i teologię. W roku 1979 uzyskał tytuł doktora za pracę poświęconą Antiemu Hyrysowi. Jako osoba bardzo zaangażowana w sprawy Doliny Torne stał się przewodniczącym stowarzyszenia Meänmaa. W tym charakterze 15 lipca 2007 roku uroczyście po raz pierwszy wciągnął na maszt flagę Doliny Torne. Wystąpił też z inicjatywą i doprowadził do utworzenia Akademii meänkieli Meän akateemi – Academia Tornedaliensis. Pohajnen pracował także jako reżyser filmowy: nawiązując do serii autobiograficznych, dopiero później wydanych powieści poruszających tematykę szmuglu Smugglarkungens son (Królewicz szmuglarzy) i Tidens tvång (Przymus czasu) zrealizował w roku 2003 krótkometrażowy film produkcji fińsko-szwedzkiej Fylla moppe (Zatankować motorower). Wspólnie z fińskim kompozytorem Kajem Chydeniusem napisał i wystawił trzy opery tworzące trylogię (2004-2009). W związku z pierwszą z nich Smugglaroperan (2004) doprowadził do powstania pierwszego teatru ponadgranicznego Meännmaan Teatteri. Mieszka w Haparandzie.
Pohjanen jako pastor luterański w Kościele szwedzkim pełnił posługę w parafiach Malmbergets, Muonionalusta i Överkalix. Ze względu na konflikt z kapitułą diecezjalną w Luleå wycofał się z pracy w kościele, a w roku 1984 przeszedł na prawosławie. W grudniu 2004 przyjął w Paryżu święcenia kapłańskie jako pop. Jednocześnie przyjął też imię ’’fader (ojciec) Bendeikt’’.
Pohjanen jest laureatem wielu nagród. Jedną z pierwszych była nagroda Szwedzkiej Akademii Kryminałów (Svenska Deckarakademin, 1993) za powieść Silvertorpeden (Srebrna torpeda), w której porusza problematykę przemocy i przestępczości. 28 lutego 2010 roku otrzymał medal królewski za „istotną działalność pisarską w środowisku wielojęzycznym”. W tym samym roku 2010 otrzymał także nagrodę fińskiego stowarzyszenia Kalevalaseura za pracę nad stworzeniem nowego języka literackiego – meänkieli.

## Wybrane dzieła literatury pięknej

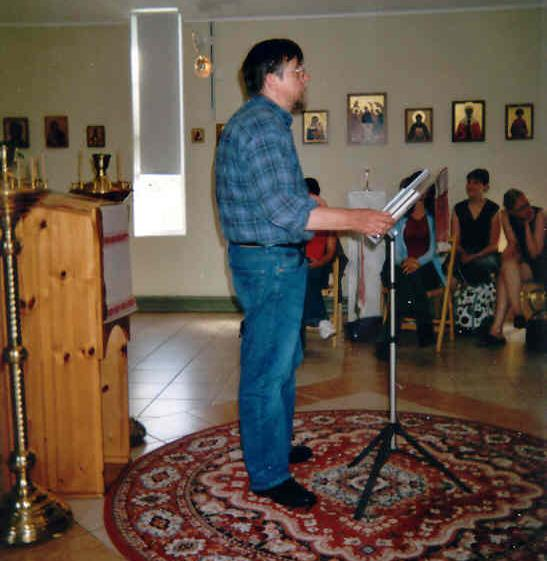
Bengt Pohjanen prowadzi wykład na temat języka meänkieli dla studentów Uleåborgs universitet w swoim obecnym domu Sirillus, a ponadto w kościele prawosławnym w Överkalix (lipiec 2004).

Żadne przekłady (w tym przekłady własnych utworów na meänkieli) nie zostały uwzględnione.

### w języku meänkieli
- Lyykeri – 1985
- Kristalliarkki – 1987
- Kolmen kyynärän Jumalat – 1988
- Korpelan enkelit – 1989
- Konin hinta – 1990
- Meänmaa (autorzy: Heikkilä / Pohjanen) – 1992
- Lumi kätkee kasvonsa huutoon – 1995.
- Jokos lorut lapoit lophuun, (Kalevala w języku meänkieli, pieśni 1-4), – 2007
- Käki kukku mulle ennen, (Kalevala w języku meänkieli, pieśni 5-8 – 2009

### w języku szwedzkim

#### Powieści
- Och fiskarna svarade Guds frid (A rybacy odpowiedzieli na Boży pokój) – 1979
- Ropandes röst (Krzykliwy głos) – 1981
- Kasaland – 1984
- Dagningen röd (Świtanie) – 1988
- Lugern – 1989
- Silvertorpeden (Srebrna torpeda) – 1992
- Land i lågor (Kraj w płomieniach) – 1992
- Vårat land (Nasz kraj) (autorzy: Heikkilä / Pohjanen) – 1992
- Himlalots (Przewodnik do nieba) – 1995
- Dödens ängar (Łąki śmierci) – 1995.
- Söte Jesus (Osłodź Jezusa) – 1996
- Kristallarken (Kryształowa arka) – 1998
- Helvetets bakre vägg – 1999
- Trevliga djävlar (Miłe diabły) – 2003
- Smugglarkungens son (Królewicz szmuglarzy) – 2007
- Murhaballaadi – 2008
- Tidens tvång (Przymus czasu) – 2009

#### Liryka
- Kamos i hjärtat av vintern (Ciemność w środku zimy) – 1986
- Gränsvind (Wiatr od granicy) – 2004
- Naturligt fångat – nära älven(współautorka: Marianne Berglund), -2010

#### Sztuki teatralne i opery
- Kuutot – 1988
- Kosackens offer = Kasakan uhri (Poświęcenie kozaków) po szwedzku i fińsku – 1988
- Jerusalemin enkelit (Anioł Jerozolimy) – 1990
- Dagning; röd! (Poranna łuna) – 1993
- Poikkinaitu – 1994
- En svensk Markuspassion (Szwedzka pasja według świętego Marka), – 2004
- Smugglaroperan (Opera szmuglarska) – 2004
- Laestadiusoperan (2007)
- Sånger från Matojärvi (Pieśni z Matojärvi) – 2008
- Krigsoperan (Opera wojenna) – 2009

## Wybrane inne prace
- Med seende ögon (Patrzącymi oczyma) – 1979
- Meänkielen kramatiikki (Gramatyka języka meänkieli) (autorzy: Matti Kenttä, Pohjanen) – 1996
- Lyykeri – 2005
- Meänkieli rätt och lätt (Meänkieli poprawnie i łatwo) (autorzy: Eeva Muli, Pohjanen) – 2006
- Gränsens tredje rum – En samling krönikor från Haparandabladet (Trzecia przestrzeń granicy – Zbiór kronik z ”Haparandabladet”) – 2006
- Nous – utkast till en noetisk filosofi (Zarys filozofii noetycznej) – 2007
- Den tornedalsfinska litteraturen I (Literatura w języku meänkieli I) (autorzy: Pohjanen, Kirsti Johansson) – 2007
- Den tornedalsfinska litteraturen II (Literatura w języku meänkieli II) (autorzy: Pohjanen, Kirsti Johansson) – 2009